# ISO 4217
ISO 4217 je međunarodni standard koji pomoću koda od tri znamenke (kod valute) definira imena valuta koje su važeće prema standardima Međunarodne organizacije za normizaciju (ISO). ISO 4217 je standardizirana norma koja se najviše koristi u bankarstvu i općenito u poslovanju te se u većini slučajeva tečajna lista objavljuje upravo s tim kodovima jer su oni poznati širokom krugu ljudi.

Prva dvije oznake predstavljaju naziv zemlje prema ISO 3166 kodu, dok treća oznaka u većini slučajeva predstavlja naziv valute.

Primjer :
HRK → HR - Hrvatska; K - kuna

JPY → JP - Japan; Y - jen

USD → US - Sjedinjene Američke države (United States); D - dolar

## Poveznice
- Popis valuta po državama (s ISO 4217 kodovima)

## Vanjske poveznice
- Popis svih aktivnih ISO 4217 kodova
- Službene stranice Međunarodne organizacije za normizaciju